# Ангелиновка
Ангелиновка (укр. Ангелінівка) — село, относится к Раздельнянскому району Одесской области Украины.
Население по переписи 2001 года составляло 278 человек. Почтовый индекс — 67412. Телефонный код — 4853. Занимает площадь 1,494 км². Код КОАТУУ — 5123986402.

## Местный совет
67412, Одесская обл., Раздельнянский р-н, с. Яковлевка